# إدوارد ثيودور كومبتون
إدوارد ثيودور كومبتون (بالألمانية: Edward Theodore Compton)‏ هو رسام توضيحي ورسام ألماني، ولد في 29 يوليو 1849 في حي هكني في لندن في المملكة المتحدة، وتوفي في 22 مارس 1921 في فيلدافينغ في ألمانيا.